# Манассас (Джорджія)
Манассас (англ. Manassas) — місто (англ. city) в США, в окрузі Теттнолл штату Джорджія. Населення — 59 осіб (2020).

## Географія
Манассас розташований за координатами 32°9′40″ пн. ш. 82°1′27″ зх. д. / 32.16111° пн. ш. 82.02417° зх. д. (32.161123, -82.024037).  За даними Бюро перепису населення США в 2010 році місто мало площу 2,01 км², з яких 2,00 км² — суходіл та 0,01 км² — водойми.

## Демографія
Згідно з переписом 2010 року, у місті мешкали 94 особи в 37 домогосподарствах у складі 24 родин. Густота населення становила 47 осіб/км².  Було 47 помешкань (23/км²).
Расовий склад населення:
| - 52,1 % — білих - 38,3 % — чорних або афроамериканців |

До двох чи більше рас належало 9,6 %. Частка іспаномовних становила 11,7 % від усіх жителів.
За віковим діапазоном населення розподілялося таким чином: 33,0 % — особи молодші 18 років, 54,2 % — особи у віці 18—64 років, 12,8 % — особи у віці 65 років та старші. Медіана віку мешканця становила 33,0 року. На 100 осіб жіночої статі у місті припадало 84,3 чоловіків;  на 100 жінок у віці від 18 років та старших — 75,0 чоловіків також старших 18 років.
За межею бідності перебувало 9,8 % осіб, у тому числі 0,0 % дітей у віці до 18 років та 21,4 % осіб у віці 65 років та старших.
Цивільне працевлаштоване населення становило 63 особи. Основні галузі зайнятості: освіта, охорона здоров'я та соціальна допомога — 38,1 %, транспорт — 23,8 %, роздрібна торгівля — 15,9 %, публічна адміністрація — 9,5 %.